# 家事手伝い
家事手伝い（かじてつだい）とは炊事、洗濯、掃除などの狭義の家事および家業を手伝うこと、およびそれに従事する人を指す。本項目では日本の事例を主に紹介する。
以下、家事手伝いの形態の例をあげる。
1. 母親がいない、病に臥っている、仕事が多忙であるなどの理由から、母親に代わって家事全般を取り仕切っている。
2. 親が家族経営の自営業を営んでおり、親の仕事を手伝っている。
3. 家族の疾病や老齢に伴う世話が必要で介護をしている。
4. 兄弟が多く、年長の者が、親に代わって弟、妹の面倒を見ている。

## 職業上の分類
内閣府の青少年の就労に関する研究会の調査では家事手伝いを含んだ上で、2002年度には「ニート」は85万人という統計を公表していた。これに対し厚生労働省の定義によると、普段の生活において主に家事をおこなっている場合には、それを「『ニート』には含めない」としており、2004年版労働経済白書ではニートを約52万人と試算している。
この定義の差異に対して、平成18年3月22日参議院経済産業委員会においてこの問題が取り上げられ、「政府の統一見解としては厚生労働省の定義を採用する」とされた。

### ひきこもりと女性
ある時点までは国の調査で主婦及び主夫や家事手伝いと自身の立場を答えた者を引きこもり状態にあると国は見なしてこなかった。しかし、実際は女性の中にひきこもり状態の者が多い。これは2023年3月末に発表された内閣府の調査で明らかになった。

## 恋愛jpのライター菊乃
恋愛jpのライター菊乃は『婚活市場においては昔は家事手伝いと言うとお嬢様のイメージであったが、21世紀になってからは無職やパートタイマーの言い換えにすぎない』と述べている。結婚相談所は女性が登録する際はハードルが低く、正社員でなくても入会できるが、選ぶ男性の立場になれば、家事手伝いやパートタイマーの女性は除外する場合が多いと菊乃は主張する。「生活を安定させたいなら、結婚したいなら、社会とつながるためにキチンと就職しよう」と述べている。